# Sunshine Reggae

Sunshine Reggae este o melodie compusă de formația daneză Laid Back. Face parte din albumul Keep Smiling, lansat în 1983.

## Legături externe
- Versurile complete ale acestei piese pe MetroLyrics